# Pristaulacus zhejiangensis
Pristaulacus zhejiangensis är en stekelart som beskrevs av He och Ma 2002. Pristaulacus zhejiangensis ingår i släktet Pristaulacus och familjen vedlarvsteklar. Inga underarter finns listade i Catalogue of Life.